# Knäuelgräser
Die Knäuelgräser oder Knaulgräser (Dactylis) sind eine Pflanzengattung innerhalb der Familie der Süßgräser (Poaceae).

## Beschreibung

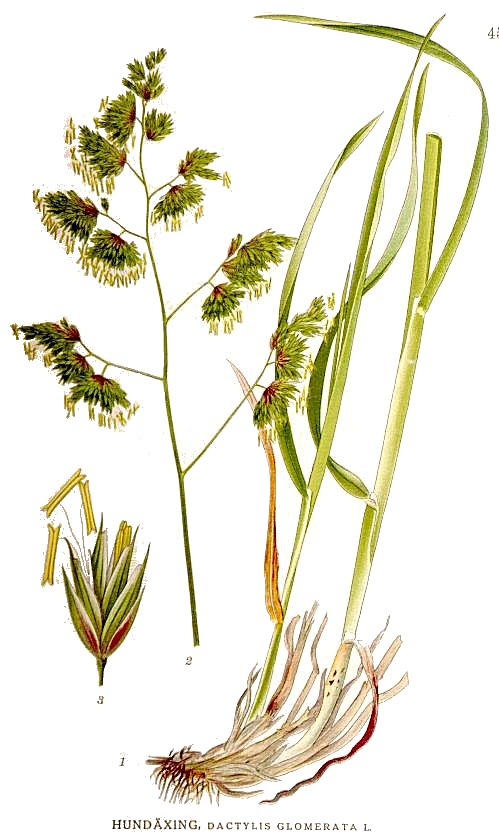
Illustration des Gewöhnlichen Knäuelgrases (Dactylis glomerata)

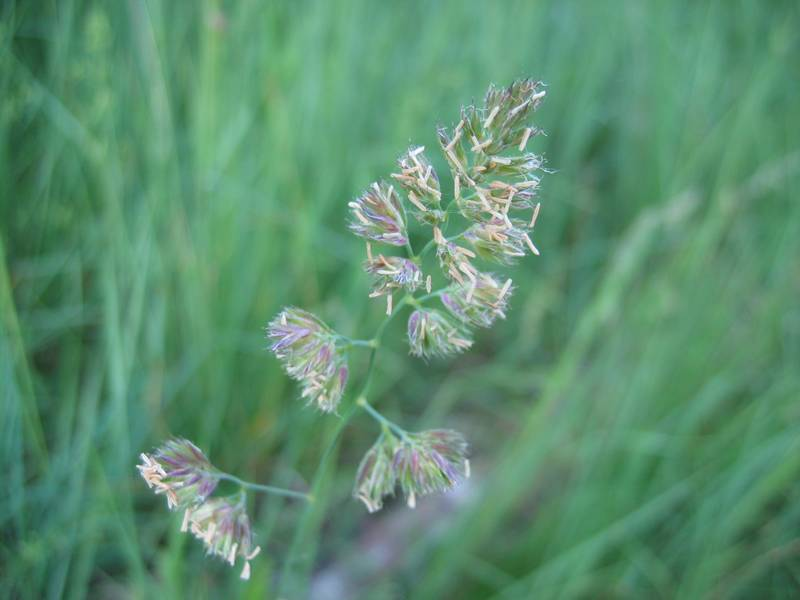
Blütenstand des Gewöhnlichen Knäuelgrases (Dactylis glomerata)

### Vegetative Merkmale
Die Knäuelgras-Arten sind ausdauernde krautige Pflanzen. Diese Gräser wachsen horstförmig mit zahlreichen Erneuerungstrieben. Die Halme besitzen mehrere Knoten, auch oberwärts, sie sind kahl und unterhalb der Rispe rau. Die Blattscheiden sind bei den Erneuerungstrieben mindestens in der unteren Hälfte verwachsen, seitlich zusammengedrückt und gekielt. Das Blatthäutchen ist ein häutiger Saum. Die Blattspreiten sind flach bis eingerollt, mit einem Kiel. In der Knospenlage sind die Blätter zusammengefaltet.

### Generative Merkmale
Im rispigen Blütenstand stehen die Ährchen am Ende der Seitenäste geknäuelt-gehäuft. Die Äste sind abstehend bis aufrecht, gelappt und leicht einseitswendig. Die Ährchen enthalten zwei bis sechs Blüten, die alle zwittrig sind. Die Ährchen sind 4 bis 8 mm lang, seitlich zusammengedrückt und von grünlicher bis violetter Farbe. Die Ährenachse ist kahl bis sehr kurz behaart. Die zwei Hüllspelzen sind gekielt, kürzer als das Ährchen und ungleich: die untere ist einnervig, die obere dreinervig sowie länger und breiter als die untere. Die Deckspelzen sind fünfnervig, gekielt und tragen eine Stachelspitze oder kurze Granne. Sie sind etwa so lang wie die obere Hüllspelze und häutig. Die Vorspelzen sind zweinervig, zarthäutig und kürzer als die Deckspelzen. Es gibt drei Staubblätter. Der Fruchtknoten ist kahl und trägt zwei kurze, endständige Griffel mit kurzfedrigen Narben.
Die Karyopsen sind kahl. Der Nabel ist punktförmig. Zur Fruchtreife fallen die Blütchen einzeln aus, während die Hüllspelzen stehenbleiben.

## Systematik
Die Gattung Dactylis wurde 1753 durch Carl von Linné aufgestellt. Die Etymologie des Gattungsnamens ist nicht ganz geklärt. Dactylis leitet sich entweder von griech. dactylos = Finger ab, was sich auf die abstehenden Rispenäste beziehen würde; oder von lateinisch dactylis, einer Traubensorte, was sich auf die an den Rispenast-Enden geknäuelten Ährchen beziehen würde. Synonyme für Dactylis L. sind: Trachypoa Bubani nom. superfl., Dactilis Neck.
Die Gattung Dactylis gehört zur Tribus Poeae in der Unterfamilie Pooideae innerhalb der Familie Poaceae.
Nach World Checklist of Selected Plant Families gibt es nur zwei Arten der Gattung Dactylis. Das sind außer Dactylis glomerata noch Dactylis smithii Link, die in Makaronesien vorkommt. Die Art Dactylis glomerata L. wird aber in 19 Unterarten aufgeteilt.
In Mitteleuropa kommen nach Fischer et al. 2008 ein oder zwei Arten vor:
- Gewöhnliches Knäuelgras (Dactylis glomerata L.): Sie ist in Eurasien, Nordafrika, in Südafrika weitverbreitet und ist in der Neuen Welt ein Neophyt.
- Wald-Knäuelgras (Dactylis polygama Horv.): Sie kommt in Europa vor. Wird aber auch als Unterart Dactylis glomerata subsp. lobata (Drejer) H.Lindb. bewertet.[1]

## Belege
- Siegmund Seybold (Hrsg.): Schmeil-Fitschen interaktiv. CD-ROM, Version 1.1. Quelle & Meyer, Wiebelsheim 2002, ISBN 3-494-01327-6.
- Walter Erhardt, Erich Götz, Nils Bödeker, Siegmund Seybold: Der große Zander. Enzyklopädie der Pflanzennamen. Band 2. Arten und Sorten. Eugen Ulmer, Stuttgart 2008, ISBN 978-3-8001-5406-7.